# مارك إدوارد برادلي
مارك إدوارد برادلي (بالإنجليزية: Mark Edward Bradley)‏ هو ضابط أمريكي، ولد في 10 ديسمبر 1907 في كليمسون في الولايات المتحدة، وتوفي في 22 مايو 1999.